# John Morris (storico)
John Morris (8 giugno 1913 – 1º giugno 1977) è stato uno storico inglese specializzato nelle istituzioni dell'Impero romano e nella storia della Britannia post-romana. 
È conosciuto soprattutto per l'opera The Age of Arthur (L'età di Artù, 1973), in cui cercò di ricostruire la storia della Britannia e quella dell'Irlanda nei "secoli bui" successivi al ritiro dei romani dalla Britannia, basandosi sugli sparuti resti archeologici e sulle cronache storiche dell'epoca.

## Biografia

### Carriera accademica e opere
Morris fu ricercatore docente (lecturer) di storia moderna all'Università di Oxford prima di servire nell'esercito britannico durante la seconda guerra mondiale. Dopo aver conseguito una Leon Fellowship all'Università di Londra e un Junior Fellowship al Warburg Institute, fu lecturer all'University College di Londra nel 1948. Tra il 1968 e il 1969 si trasferì in India come membro dell'UGC (University Grants Commission) di quello stato. Ritornato, nel 1969, all'University College di Londra fu assunto come senior lecturer di storia antica, una posizione che avrebbe mantenuto per il resto della sua vita.
Nel 1952 fondò la rivista storica Past & Present. 
Assieme a Arnold Hugh Martin Jones e John Robert Martindale curò la pubblicazione di The Prosopography of the Later Roman Empire (Prosopografia del tardo impero romano, 1971), un'opera in tre volumi sui personaggi storici dell'impero romano vissuti tra il 260 e il 641. Nel 1975 curò anche una nuova edizione del Libro di Domesday, il censimento realizzato per Guglielmo I d'Inghilterra nel 1086. 
L'ultima sua opera fu Londinium: London in the Roman Empire (Londinium: Londra al tempo dell'impero romano), pubblicata postuma nel 1982.

### Attività politica
Morris fu socialista e pacifista. Nel 1935 si candidò al parlamento britannico per il Partito Laburista, ma non fu eletto; in seguito, fu segretario del deputato laburista George Strauss. Assieme a Bertrand Russell, nel 1960 fu tra i fondatori del gruppo pacifista noto come Commissione dei 100. Fu anche coinvolto nell'Institute for Worker's Control.